# Parafia św. Anny w Kalinówce Kościelnej
Parafia pw. św. Anny w Kalinówce Kościelnej – rzymskokatolicka parafia należąca do dekanatu Knyszyn, archidiecezji białostockiej, metropolii białostockiej w Polsce. Siedziba parafii znajduje się w Kalinówce Kościelnej.

## Zasięg parafii
Do parafii należą wierni z miejscowości: Kalinówka Kościelna, Bagno (7 km), Dudki (4), Guzy (2), Kalinówka Królewska (3), Kropiwnica (2), Ogrodniki (1), Sikory (4), Starowola (5), Szpakowo (8), Waśki (4), i Wojtówce (1).

## Historia parafii
Kolatorem parafii i drewnianego kościoła był wojewoda wileński Mikołaj Radziwiłł. Dokument erekcyjny z roku 1511 kościoła parafialnego w Kalinówce potwierdził w dniu 2 stycznia 1534 r. przebywający w Wilnie król Zygmunt August jednocześnie zezwalając plebanowi ks.Maciejowi Kaleckiemu na budowę kaplicy pod wezwaniem Narodzenia NMP, św Mateusza i Macieja Apostołów w „Nowej Woli” (aktualnie Brzozowa).
W dniu 17 sierpnia 1761 r. kościół w Kalinówce spłonął razem z archiwum i plebanią. Dzięki staraniom ks. Adama Świerzbińskiego, proboszcza w Kalinówce, kanonika inflanckiego zbudowano więc nową świątynię z drzewa modrzewiowego. Budowa została ukończona w roku 1776. Kościół konsekrował 5 października 1777 r. biskup sufragan brzeski z diecezji łuckiej Jan Szyjkowski. 
Kościół parafialny
- Kościół pw. św. Anny w Kalinówce Kościelnej

Kościoły filialne i kaplice
- Kaplica pw. św. Stanisława BM w Szpakowie
- Kaplica pw. Miłosierdzia Bożego w Bagnie

Cmentarz parafialny
Na terenie parafii znajduje się cmentarz grzebalny założony wraz z parafią, powiększony w roku 1964 do powierzchni 3,0 ha w odległości 0,4 km od kościoła.

## Proboszczowie
- ks. Czesław Tokarzewski 1993–2020
- ks. Wiesław Wojteczko od 2020